# Der stählerne Traum
Der stählerne Traum (englisch The Iron Dream) ist ein 1972 erschienener Science-Fiction-Roman des US-amerikanischen Schriftstellers Norman Spinrad. Die deutsche Ausgabe erschien im Jahre 1981.

## Handlung
Der Roman spielt in einer Alternativwelt, in der das Leben Adolf Hitlers anders verlief als in der Zeit des Nationalsozialismus.

### Rahmenhandlung: Das Vorwort
Nach dem Ersten Weltkrieg schließt sich Adolf Hitler zunächst einer rechtsradikalen Gruppe in München an, doch ist er von der politischen Entwicklung enttäuscht. Daraufhin wandert er Ende 1919 in die Vereinigten Staaten aus und lässt sich in New York nieder. Er lernt Englisch und arbeitet als Comic-Zeichner, Straßenmaler, Illustrator und Übersetzer.
1930 werden seine Illustrationen vom Science-Fiction-Magazin Amazing Stories angenommen, und er wird als Illustrator dessen Mitarbeiter. Er lernt Hugo Gernsback kennen. Ab 1935 schreibt Hitler Science-Fiction-Geschichten beim Magazin Storm, die ziemlich beliebt sind, obwohl sie literarisch der Trivialliteratur („Schund“) zuzuordnen sind. In seinem Todesjahr 1953 verarbeitet er seine arische Ideologie in sechs Wochen in einem Roman Der Herr des Hakenkreuzes. Für dieses Werk wird er im Jahre 1955 postum mit dem Hugo Award ausgezeichnet.

### Binnenhandlung: Der Herr des Hakenkreuzes
Nach einem mit Atomwaffen geführten Krieg ist die Menschheit in zwei Rassen geteilt: Menschen und Mutanten.
Der junge Feric Jaggar ist von den ihn umgebenden Mutanten angewidert und beschließt, aus dem Exil in seine Heimat Heldon zu ziehen, wo nur „reinrassige“ Menschen leben. Nach einem kurzen Gentest in der Zollfestung, der ihn als reinrassig klassifiziert, kann er in Heldon als Bürger und „Rechtmann“ einreisen. Doch er ist nicht begeistert über die lax gehandhabten Sicherheitsmaßnahmen der Einreisekontrolle. Vor allem glaubt er in einem Schreiber einen „Dom“, einen Dominator-Mutanten, zu erkennen. Die Doms sind eine verräterische, intrigante Mutantengattung, welche in ihrem Reich Zind Sklaven züchtet und nach der Zerstörung der reinen Menschen trachtet.
In der Stadt Ulmgarn hört Jaggar zufällig aufrührerische Reden von Seph Bogel, dem Redner der „Partei der menschlichen Wiedergeburt“. Bogel ist jedoch nicht in der Lage, die Missstände im Land Heldon klar anzuprangern. Als die Stimmung im Publikum gegen Bogel umschlägt, ergreift Jaggar das Wort und wiegelt die Menge auf. Er erkennt sein Talent als Redner und Führer und bringt die Menge dazu, mit ihm die Zollfestung zu stürmen. Dort erschlagen sie den Dom, der vorher seine Schuld gesteht, indem er die reinen Menschen verflucht. Die ganze Garnison bedankt sich bei Jaggar für ihre Befreiung aus dem „Dominanzmuster“ des Mutanten, das ihren Willen versklavt hatte.
Nach dem Vorfall überredet Bogel Jaggar, die Führung der „Partei der menschlichen Wiedergeburt“ zu übernehmen. Sie reisen in einem Dampfwagen durch den Smaragdwald, einem Ort voller Legenden und Ursprung des Reiches Heldon. Der Reichsgründer Held hat dort angeblich seinen heiligen Knüppel, den „Stahlkommandeur“, versteckt. Nur ein absolut reiner Mensch von edelstem Geblüt kann diese Waffe führen.
Der Dampfwagen wird von einer Motorradbande überfallen, deren Anführer Stag Stopa von den Reisenden Geld für seinen Krieg gegen die Mutanten verlangt. Jaggar weigert sich zu zahlen und fordert Stopa zum Zweikampf auf. Er besteht die Aufnahmeprüfungen der Bande und pariert Stopas letzten Hieb während des direkten Zweikampfes, indem er den verschollenen „Stahlkommandeur“ benutzt, den man zwischen sie gelegt hat. Da Jaggar das heilige Relikt zu führen vermag, schwören ihm die Biker ewige Treue, denn der „Stahlkommandeur“ bestätigt Jaggars Abstammung und sein Übermenschentum. Jaggar erkennt nun seine Bestimmung: die Rettung der wahren Menschen und die Ausrottung der Mutanten. Er benennt die Motorradbande in „Ritter des Hakenkreuzes“ um und will mit der Partei Bogels die Macht in Heldon gewinnen.
In der Stadt Walder übernimmt Jaggar, legitimiert durch den „Stahlkommandeur“, die Führung von Bogels Partei, benennt sie in „Die Söhne des Hakenkreuzes“ um und erklärt unverblümt seine Ziele. Er nimmt an den Nationalratswahlen teil, bei denen es immer wieder zu blutigen Straßenkämpfen kommt, und wird Mitglied des Nationalrats, der zu seinem Entsetzen von einem Dom kontrolliert wird. Um sich selbst zu schützen, lässt er daraufhin die Schutzstaffel (kurz SS) gründen, der sich nur die in Jaggers Augen rassisch Wertvollsten anschließen dürfen.
Als Jaggar erfährt, dass der Dom-Minister ihn beseitigen will und Stopa ihn verraten hat, führt er mit der SS einen Putsch durch und liquidiert den Nationalrat samt Stopa und seinen Offizieren. Jaggar übernimmt mit dem Militär die Macht und beginnt die rassische Säuberung Heldons und den Krieg mit Zind.
Nachdem die Mutanten in Zind schon fast besiegt scheinen, lösen sie eine Atomexplosion aus, deren Fallout das Erbgut aller Lebewesen verseucht. Daraufhin lässt Jaggar ein Genetikprogramm entwickeln, in dessen Rahmen alle Menschen sterilisiert werden und der Erhalt der Menschheit nur noch über geklonte, genetisch gezüchtete und „verbesserte“ männliche Angehörige der von Jagger propagierten Herrenrasse erfolgt.
Das Ende des Romans ist eine Kundgebung, bei der Jaggar die Besiedlung des Alls einleitet und die erste Kolonistenrakete mit geklonten blonden SS-Männern und einem genetischen Duplikat Jaggers als „von der Vorsehung dazu bestimmt, Menschen zu führen“ in den Weltraum startet.

### Rahmenhandlung: Das Nachwort
In einem Nachwort werden durch einen fiktiven Rezensenten sowohl Stil und Inhalt des Romans Der Herr des Hakenkreuzes und die dahinterstehende Ideologie als auch die Person des Autors Adolf Hitler einer vernichtenden Kritik unterzogen.

## Indizierung des Romans
Am 9. April 1981 stellte der niedersächsische Kultusminister Werner Remmers einen Antrag bei der Bundesprüfstelle für jugendgefährdende Schriften, das Buch Der stählerne Traum wegen „Verherrlichung nationalsozialistischen Gedankenguts“ zu indizieren. Trotz zweier Gutachten zugunsten des Romans, die von Rainer Eisfeld (im Auftrag des Verlages) und Dietrich Wachler (im Auftrag der BPjS) beigebracht wurden, wurde das Buch am 9. April 1982 indiziert. Der Wilhelm Heyne Verlag kämpfte um die Freigabe des Romans, bis das Oberverwaltungsgericht Münster 1985 die Indizierung aufhob. Diese Entscheidung wurde 1987 vom Bundesverwaltungsgericht bestätigt.

## Romanelemente und Realität
Spinrad verarbeitet in dem von seiner Figur Adolf Hitler verfassten Roman Der Herr des Hakenkreuzes reale Begebenheiten und Personen der nationalsozialistischen Machtübernahme und Herrschaft in Deutschland wie den Röhm-Putsch (die Niederschlagung der Revolte Stopas) und die Eroberungskriege gegen Polen und am Ende die Sowjetunion („Zind“). Einzelne Staaten und Personen der realen Geschichte sind durch Namensähnlichkeiten leicht identifizierbar. Auch die Vernichtungspolitik gegenüber der jüdischen Bevölkerung („Mutanten“) und den östlichen Nachbarvölkern des Deutschen Reiches wird fiktional nachgezeichnet, inklusive des Vorhabens, den neu eroberten Lebensraum Heldons durch die Internierung und Vernichtung der einheimischen Bevölkerung in speziellen Lagern zu sichern.
Im „Nachwort“ greift Spinrad in der Rolle eines Buchkritikers namens Homer Whipple sowohl die Literaturgattung der Low Fantasy als auch die in Der Herr des Hakenkreuzes vorgebrachten Ideen des Nationalsozialismus an. Der Roman gilt als „nicht unbedingt ganz geglückte Satire auf faschistoide Elemente in der Science Fiction und Fantasy“.

## Trivia
Der mit Norman Spinrad befreundete Musiker Richard Pinhas benannte sein Bandprojekt Heldon nach dem fiktiven Land aus dem Buch und vertonte Motive daraus auf dem Album Electronique Guérilla (1974).

## Ausgaben
- The Iron Dream. Avon, 1972, ISBN 0-380-00200-0
- Der stählerne Traum. Science Fiction-Roman. Deutsche Übersetzung von Walter Brumm. Heyne, München 1981, ISBN 3-453-30684-8